# Aïaz Mutalibov
 (janvier 2019).
Si vous disposez d'ouvrages ou d'articles de référence ou si vous connaissez des sites web de qualité traitant du thème abordé ici, merci de compléter l'article en donnant les références utiles à sa vérifiabilité et en les liant à la section « Notes et références ».
Aïaz Niazovitch Moutalibov (en russe : Аяз Ниязович Муталибов) ou Ayaz Niyazi oğlu Mütəllibov (en azéri), né le 12 mai 1938 à Bakou et mort dans la même ville le 27 mars 2022, est un homme d'État azerbaïdjanais. Il fut le premier président de la République d'Azerbaïdjan post-soviétique.

## Biographie
Ingénieur de formation, Aïaz Mutalibov est membre du Parti communiste de la république socialiste soviétique d'Azerbaïdjan , à l'époque une des quinze républiques constituant l'URSS. Il fait partie d'une génération de jeunes membres réformateurs du parti qui accèdent au pouvoir en URSS dans le sillage de Mikhaïl Gorbatchev. En 1974, le Bakelektromas la tête de l'unité de production, il est affecté. En 1977, il a été élu deuxième secrétaire du district du Comité du Parti communiste de Narimanov de Bakou. En 1979, il a été nommé ministre de l'industrie nationale.
Il gravit ainsi les échelons du parti jusqu'à devenir le 27 janvier 1989 président du conseil des commissaires populaires (c'est-à-dire premier ministre, un poste relativement subalterne) de la RSS d'Azerbaïdjan.
Un an plus tard, les tensions entre Azerbaïdjanais et Arméniens autour de la question du Haut-Karabagh culminent par des pogroms anti-Arméniens, notamment dans la ville de Sumqayıt, ce qui donne un prétexte à l'armée fédérale soviétique pour intervenir en Azerbaïdjan et remettre de l'ordre. À cette occasion, la vieille garde du parti, incarnée par son ancien secrétaire général Heydər Əliyev est évincée, et Ayaz Mütəllibov, qui jouit de la confiance de Moscou grâce à sa fidélité absolue, devient le 24 janvier 1990 premier secrétaire du Parti communiste d'Azerbaïdjan, ce qui en fait de facto le numéro un de cette république.
Le 18 mai de cette année, tout en demeurant chef du parti, il devient président de la république socialiste soviétique d'Azerbaïdjan, un poste créé spécialement pour lui, imitant ainsi Mikhaïl Gorbatchev devenu le premier président de l'URSS. Le 19 novembre suivant, la RSS d'Azerbaïdjan prend le nom officiel de « république d'Azerbaïdjan », tout en restant membre de l'URSS. Le 5 février 1991, l'ancien drapeau de l'Azerbaïdjan indépendant (1918-1920) est restauré.
Ayaz Mütəllibov occupe ces fonctions lors du putsch de Moscou contre Mikhaïl Gorbatchev le 19 août 1991. Il prend le parti de soutenir les auteurs de ce putsch, mais celui-ci est un échec et voit le triomphe des forces réformatrices. Comme les autres leaders de républiques soviétiques restés fidèles à l'ancien régime, il se lance alors dans une fuite en avant afin de conserver le pouvoir sur son territoire et échapper à d'éventuelles représailles ou poursuites judiciaires : le 29 août, le soviet suprême d'Azerbaïdjan vote une « Déclaration rétablissant l'indépendance étatique de l'Azerbaïdjan ». Le 8 septembre, il se fait réélire président de la République au suffrage universel, en l'absence de toute opposition qui boycotte le scrutin. La communauté internationale ne reconnaîtra l'indépendance de l'Azerbaïdjan qu'après avoir constaté, à Noël 1991, la dissolution formelle de l'URSS.
Mais les jours d'Ayaz Mütəllibov au pouvoir sont d'ores et déjà comptés. La guerre avec l'Arménie, larvée tant que les deux pays faisaient partie de l'Union soviétique, tourne à présent au désastre. Les Arméniens contrôlent désormais la plus grande partie du Haut-Karabagh ainsi que les territoires situés entre le Haut-Karabagh et l'Arménie. Sous la pression de manifestations de rue, Mütəllibov doit démissionner le 6 mars 1992. Le président du parlement Yaqub Məmmədov assure l'intérim. Ce parlement, resté fidèle, le rétablira brièvement dans ses fonctions le 14 mai, mais il en sera chassé définitivement le 18. Le 7 juin suivant, le nationaliste anti-communiste Aboulfaz Eltchibeï est élu président de la République au suffrage universel.
Ayaz Mütəllibov quitte alors son pays et vit alors en exil en Russie. Il a été accusé à plusieurs reprises par ses différents successeurs de fomenter des coups d'État pour revenir au pouvoir. Ce n'est qu'en juillet 2012 qu'il rentre pour la première fois à Bakou, peu après l'adoption d'une « loi sur le statut d'ex-président » qui garantit l'immunité judiciaire aux anciens chefs de l'État.